# مار موش‌خوار
مار موش‌خوار (به انگلیسی: Rat snake) نام یک سرده از تیره قمچه‌ماران است.